# Wackenhut

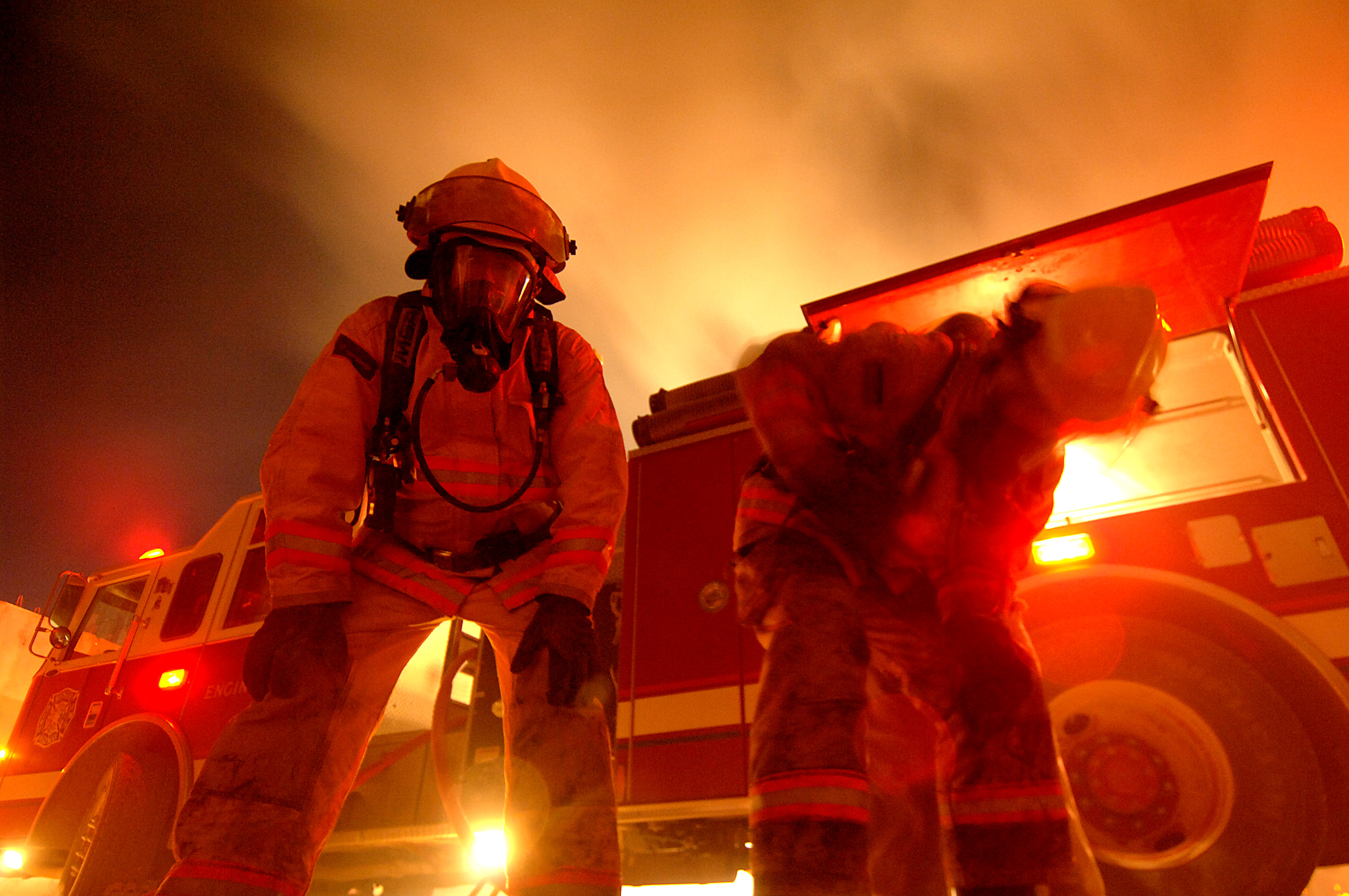
Los bomberos Andrew Brammer (derecha) y Bobby Calder (izquierda) del contratista Wackenhut Fire and Emergency Service reemplazan sus tanques de oxígeno mientras combaten un incendio en la Base de Operaciones Avanzada Marez en Mosul, Irak.

La Wackenhut Corporation es una empresa de seguridad privada y de investigación de los Estados Unidos. Sus oficinas centrales están ubicadas en Palm Beach Gardens (Florida). Fundada en 1954 por el exagente del FBI George Wackenhut, la compañía ofrece servicios de seguridad a numerosas empresas privadas y del gobierno en todo el mundo, incluido el Nevada Test Site. Wackenhut ha sido acusada de operar en el perímetro de seguridad del Área 51, un cargo que no ha sido probado y se ha negado por exempleados.[cita requerida]
La empresa es el accionista mayoritario en la Wackenhut Corrections Corporation, un líder global en correcciones privatizadas: diseño, financiación, construcción y gestión de establecimientos penitenciarios y centros de detención para los organismos gubernamentales.
La Wackenhut Corporation fue fundada en 1954, y sus operaciones se han ampliado en los Estados Unidos y en más de otros 50 países en seis continentes. 